# Diabolik (película de 1968)
Diabolik es una película de 1968 dirigida por Mario Bava.
Se inspira en el cómic homónimo creado por Angela y Luciana Giussani y retoma las situaciones de algunos episodios de la serie de cómics, en particular los titulados Sepolto vivo!, Lotta disperata y L'ombra nella noche.
Es considerada por algunos como una de las mejores películas pop de los años sesenta una mezcla de arte pop, arte óptico, psicodelia y futurismo, y ha influido en películas como CQ, dirigida por Roman Coppola en 2001. De hecho, Coppola ha declarado que la película de Bava le ayudó a dar el "toque audiovisual" a su largometraje.

## Trama
Diabolik roba diez millones de dólares frente al inspector Ginko, engañándolo con la ayuda de unas bombas de humo, y huye a bordo de una lancha a motor y posteriormente en un Jaguar E-Type negro, perseguido por un helicóptero de la policía, entrando en un túnel donde espera a su novia. Eva Kant a bordo de un Jaguar blanco. Después de que los policías se pierden, los dos llegan a su refugio subterráneo.
Mientras tanto, el ministro del Interior convoca una rueda de prensa y anuncia el restablecimiento de la pena de muerte para combatir el crimen. Diabolik y Eva acuden al lugar, disfrazados de periodistas, y sueltan gas hilarante, provocando la risa de todos los presentes. Al día siguiente, el ministro renuncia y el inspector Ginko ordena una redada a gran escala contra el imperio criminal dirigido por el jefe Ralph Valmont; se ve obligado a hacer un trato con el inspector Ginko y promete entregar a Diabolik a la policía.
Diabolik decide regalarle a Eva un collar de esmeraldas propiedad de Lady Clark para su cumpleaños. Imaginando la intención de Diabolik, el inspector Ginko hace que la policía rodee el castillo de Lady Clark. Diabolik viste un traje blanco en lugar del clásico traje negro, sube a la torre del castillo, y una vez dentro, engaña a los policías insertando una fotografía frente a las cámaras y se apodera del collar sin ningún problema.
Mientras tanto, Valmont, gracias a la descripción de una prostituta, obtiene un identikit de Eva, luego la secuestra y le pide a Diabolik como rescate diez millones de dólares y el collar de esmeraldas. Los dos se encuentran para el intercambio en el avión de Valmont, quien le revela a Diabolik que solo después de la entrega de las esmeraldas se lanzará en paracaídas sobre la cabaña donde Eva está prisionera, pero Diabolik se lanza con el paracaídas arrastrándolo con él y, en vuelo, le hace admitir que el inspector sabe de este nombramiento. Llegado al lugar, Diabolik logra liberarla y mata a Valmont, luego cae en un estado de aparente muerte por ingerir drogas; se despierta en la morgue, sometido a una autopsia, y Eva se lo lleva, disfrazada de enfermera.
El nuevo ministro del Interior ofrece una recompensa de un millón de dólares por la cabeza de Diabolik; en respuesta, hace explotar todos los edificios de las autoridades fiscales, provocando una crisis económica sin precedentes. El nuevo ministro de Hacienda aparece en televisión apelando al sentido común de los ciudadanos, para que acudan espontáneamente a pagar impuestos, provocando sin embargo la hilaridad general.
El estado decide fundir veinte toneladas de lingotes de oro de reserva en un gran lingote de oro de veinte toneladas, que será transportado en un tren. Diabolik destruye el tren haciéndolo caer al mar, luego se sumerge y recupera el lingote con un submarino, lo lleva al refugio y lo funde. Sin embargo, el inspector Ginko logra localizar el refugio y entra por la fuerza. Eva logra escapar, mientras que Diabolik es golpeado por un chorro de oro fundido y queda inmovilizado.
Vestida de luto, Eva va a presentar sus últimos respetos a su compañero, reducido a una estatua, y se le une el inspector Ginko. Aprovechando un momento de distracción del inspector, Diabolik le guiña un ojo a Eva, demostrando que sigue vivo, y una risa diabólica resuena en el refugio.

## Producción

### Dirección
Diabolik fue lanzado en 1968 y entró en la vena del cómic italiano, precedido por Kriminal, dirigido por Umberto Lenzi en 1966.
El productor Dino De Laurentiis compró los derechos del dibujo animado creado por las hermanas Giussani y confió inicialmente la dirección a Tonino Cervi Después de una semana, Cervi fue despedida.
La producción atravesaba un período de crisis, mientras en las historias de Diabolik colaboraba el dibujante y futuro director Corrado Farina, amigo de Pier Carpi, con conocidos en la familia Giussani, que se ofreció a dirigir, pero fue rechazado por falta de experiencia, y luego propuesto, como aficionado al cine de terror italiano, Mario Bava; por lo tanto, De Laurentiis le ofreció la dirección a Bava, ya que era una película que necesitaba muchos efectos especiales y Bava era considerado uno de los mejores artistas de efectos italianos Bava acababa de regresar de la película de aventuras The Avenger's Knives y aceptó la dirección, obteniendo así el presupuesto más alto de su carrera: 200 millones de liras Presupuesto relativamente bajo para los estándares de De Laurentiis.

### Reparto
Jean Sorel fue elegido inicialmente para interpretar el personaje de Diabolik, que, sin embargo, formaba parte del elenco elegido por Tonino Cervi, pero con la llegada de Bava fue reemplazado por John Phillip Law, que simultáneamente filmaba Barbarella, otra película producida por De Laurentiis. Como el rodaje de esa película se retrasó, De Laurentiis le propuso a Law interpretar a Diabolik.
En cuanto al personaje de Eva Kant, se eligió inicialmente a una modelo desconocida, amiga de un hombre de la producción. Después de una semana, sin embargo, fue reemplazada por Catherine Deneuve. Sin embargo, la actriz francesa también fue sustituida, ya que a Bava no le gustó su interpretación y Deneuve se negó a rodar escenas de desnudos. Marisa Mell llegó al plató y consiguió el papel.
El papel del inspector Ginko recayó en el actor francés Michel Piccoli, mientras que el personaje de Ralph Valmont fue creado especialmente para la película y fue interpretado por Adolfo Celi, cuya voz luego fue doblada por Emilio Cigoli.

### Rodaje
El rodaje comenzó el 11 de abril de 1967 y finalizó el 18 de junio del mismo año.
En el plató hubo muchas discrepancias entre Bava y De Laurentiis, sobre todo en cuanto a las secuencias de violencia que Bava quería insertar para mantenerse fiel al cómic. Sin embargo, De Laurentiis lo convenció de bajarles el tono por temor a la censura. Bava también tuvo algunos problemas con John Phillip Law, a quien consideraba demasiado anónimo.
La película se rodó en interiores en los estudios De Laurentiis en Roma, mientras que los exteriores se rodaron entre Tor di Caldano y Turín.
Los diseños de escenarios de la película eran muy escasos. La gran cueva que alberga a Diabolik y Eva Kant estaba en realidad vacía. Todos los detalles fueron ingresados por Bava a través de fotografías y pedazos de vidrio aplicados a la lente. Cuando Law llegó al plató para rodar la secuencia en la que Diabolik y Eva conducen su Jaguar a la cueva, se sorprendió al no ver nada. Luego le preguntó a Bava dónde estaba la cueva y el director lo condujo detrás de una cámara y le mostró los efectos que había preparado. Incluso De Laurentiis quedó gratamente sorprendido por estos efectos simples pero efectivos, tanto que declaró: «¡Le diré a Paramount que este set nos costó $ 200,000!».
Al final del rodaje Mario Bava logró la auténtica proeza de no gastar todo el presupuesto disponible. De Laurentiis decidió así hacer una secuela de la película, encomendándole de nuevo la dirección, pero Bava se negó rotundamente: «Me llamó para dirigir la secuela. Le hice decir que estoy enfermo, incapacitado en la cama, permanentemente», declaró el director. De hecho, Bava no sólo había encontrado muy cansada la realización de la película, sino que ni siquiera estaba satisfecho con el resultado final, porque le hubiera gustado hacer una película más violenta y sangrienta, en la línea del cómic, pero De Laurentis se había opuesto.

## Banda sonora
La banda sonora de la película, compuesta por Ennio Morricone, sólo fue lanzada en 2001 en dos ediciones distintas en CD por los sellos Pallottola Foro y Sycodelic. Inédito, solo se lanzó la canción Deep Down, interpretada por Christy (Maria Cristina Brancucci), como cara B del sencillo Love love love love, tomado de la banda sonora de la película Un italiano in America.

### Pistas
1. Deep Down
2. Yes Sir, No Sir
3. Charading Chauffeurs In Wait
4. Driving Decoys
5. Into The Cave
6. Diaboliks Hide Out
7. The Shower (Deep Down 2)
8. Logical Suggestion
9. Money Orgy
10. Criminal/Justice Solution
11. Headlines (Organ Freak Out 1)
12. Valmont's GoGo Pad
13. Dumped By Dimocracy
14. Eva's Holy Dress (Deep Down 3)
15. Diabolik Capture-Conference
16. Gunfight At Red Sands
17. Eva's Sketchy I.D.
18. Metamorphosis (Organ Freak Out 2)
19. Emerald Bikini (Deep Down 4)
20. Doctor Vinear's I.D. Prescription
21. Downhill Decoy
22. Vinear's X-Out Session/Death/Life
23. Jenko's Plan Derails
24. Guinness's Gold Bar
25. Bubbles (Extracting Au from H2O)
26. Under Wah-Wah (Extracted Au from H2O)
27. Now Go!!
28. Eva Alone
29. The Pyrite Wink (Deep Down 5)
30. Last Laff
31. O.K. Connery
32. Valmont (Underworld Don)

## Distribución

### Promoción
La realización de los carteles de la película, para Italia, fue confiada al cartelista Renato Casaro.

### Lemas promocionales
Non sa resistere a tutto quello che può prendere, sedurre o portare via...

### Estreno
La película se estrenó en Italia el 24 de enero de 1968. En Francia se estrenó el 12 de abril de 1968.

### Títulos alternativos
La película se estrenó en Estados Unidos, Reino Unido y Francia como Danger: Diabolik, en España como Diabolik, en Alemania Occidental como Gefahr: Diabolik y en Brasil como Perigo: Diabolik.

## Recepción
Con un coste de 200 millones de liras, la película recaudó un total de 265 millones (recuperando así los costes de producción de apenas 65 millones), unos ingresos muy inferiores a las expectativas establecidas, mientras que las recaudaciones en el extranjero fueron mucho más satisfactorias, en particular en Francia, el país coproductor de la película. Sin embargo, decepcionado por los recibos registrados en Italia, De Laurentiis dejó de lado la idea de hacer una secuela.

### Crítica
Tras su estreno, los críticos de cine italianos estaban divididos sobre la película. Tullio Kezich la consideró una película estúpida, mientras que Giovanni Grazzini escribió: «La amalgama de aventura, farsa, sadismo y desnudez la convierte en una película de moda».
También en el período de su estreno, la elección de Michel Piccoli para el papel del inspector Ginko causó revuelo, ya que no existía ningún parecido físico entre el actor y el personaje del cómic. Sin embargo, parece que las mismas Giussani Sisters habían sugerido que "Ginko se reconoce por lo que hace, no por su cara". El juicio de los creadores de Diabolik en realidad resultó ser correcto: las críticas de los fanáticos de hecho salvaron a Piccoli y se concentraron en Marisa Mell, idéntica a Eva Kant pero no en parte.
En los últimos tiempos la película se ha convertido en una película de culto . Alberto Pezzotta escribe: «Aunque sigue siendo una película de encargo, Diabolik rompe con la media de películas similares de la época y triunfa allí donde Modesty Blaise de Joseph Losey había fracasado: es decir, transponiendo el mundo del cómic al cine adoptando la estilo de las últimas vanguardias artísticas". Escribe la revista Nocturno : «Joya nacida para necesidades de "alimento" que, manteniéndose alejada de la temática, invita a una reinterpretación pop del criminal en mallas inventado por las hermanas Giussani».
En el extranjero, sin embargo, la película fue inmediatamente amada, especialmente en Francia. La prestigiosa revista francesa Cahiers du cinéma valoró mucho la película, escribiendo: «Los efectos anamórficos, el orden perceptivo se desliza en cada plano, la constante discontinuidad espacio-temporal, contribuyen a la construcción de un universo de belleza incontenible, improbable y autorizada»
La película también fue apreciada por el conocido crítico Roger Ebert, quien escribió: «Quizás por ser menos pretenciosa, Diabolik ha tenido más éxito que Barbarella, y además es más entretenida».

## Homenajes
- Diabolik ha sido mencionado y homenajeado no sólo por CQ de Roman Coppola sino también en el videoclip Body Movin, realizado por los Beastie Boys.
- El álbum debut de Fantômas también fue influenciado por la película.
- El hijo de Mario Bava, Lamberto, dirigió el videoclip de Tiromancino Amor imposible, protagonizado por Diabolik (interpretado por Daniel McVicar ) y Eva Kant (Claudia Gerini). El propio John Philip Law también aparece en el papel de un guardia de seguridad drogado por Diabolik.
- En la película japonesa Sexual Parasite: Killer Pussy, dirigida por Takao Nakano en 2004, la canción Deep Down aparece en una secuencia.